# Lymantria lateralis
Lymantria lateralis är en fjärilsart som beskrevs av Felix Bryk 1949. Lymantria lateralis ingår i släktet Lymantria och familjen tofsspinnare. Inga underarter finns listade i Catalogue of Life.